# Епархия Тубусупту
Епархия Тубусупту (лат. Dioecesis Tubusupitana) — титулярная епархия Римско-Католической церкви.

## История
Античный город Тубусупту, идентифицированный сегодня с археологическими раскопками Tiklat, находящимися на территории сегодняшнего Алжира, находился в римской провинции Нумидия. В первые века христианства Тубусупту была центром одноимённой епархии.
С 1933 года епархия Тубусупту является титулярной епархией Римско-Католической церкви.

## Ординарии епархии
- епископ Флорентин (упоминается в 411 году) — приверженец донатизма;
- епископ Максим (упоминается в 484 году).

## Титулярные епископы
- епископ Alphonse Marie Van den Bosch CSSR[1] (18.12.1965 — 26.03.1973);
- епископ Армандо Триндад (5.07.1973 — 10.07.1975) — назначен епископом Лахора;
- епископ Raphaël Nguyên Van Diêp (15.08.1975 — 20.12.2007);
- епископ José Javier Travieso Martín CMF (7.01.2009 — по настоящее время).

## Источник
- Annuario Pontificio, Libreria Editrice Vaticana, Città del Vaticano, 2003, стр. 923, ISBN 88-209-7422-3
- Pius Bonifacius Gams, Series episcoporum Ecclesiae Catholicae, Leipzig 1931, стр. 469  (лат.)
- Stefano Antonio Morcelli, Africa christiana, Volume I, Brescia 1816, стр. 316—317  (лат.)